# Levittown (Pennsylvanie)
Levittown est une census-designated place du comté de Bucks en Pennsylvanie, aux États-Unis. Au recensement des États-Unis de 2010, le nombre d'habitants s'élevait à 52 983 personnes.
Fondée en 1951, Levittown a été construite par Levitt & Sons. Les frères Bill et Alfred Levitt ont conçu ses six modèles de maisons typiques.

## Histoire

### Conception
Levittown est composée de six maisons-types, toutes des pavillons avec une pelouse : la "Levittowner", la "Rancher", la "Jubilee", la "Pennsylvanian", la "Colonial" et la "Country Clubber" ; le prix de ces logements est modéré, notamment en raison de leurs conditions de construction. Dès 1952, celle-ci commence, selon un modèle industriel rationalisé en 26 étapes, semblable à une ligne de montage : les ouvriers vont de maison en maison en effectuant un seul type de tâche (verser les dalles de béton, poser les prises électriques, installer les machines à laver...) leur permettant de réaliser une maison toutes les 16 minutes[réf. nécessaire]. Entre 1952 et 1958, quand la construction de Levittown se termine, 17 311 maisons sont construites. 
Avec Levittown (New York), Levittown (Pennsylvanie) est considérée[réf. nécessaire] comme une des premières banlieues (suburbs) des États-Unis à voir le jour, ce modèle de ville planifiée étant repris dans d'autres villes à travers le pays. La ville est construite comme une communauté déjà formée, avec des routes pensées pour ralentir la circulation, une absence de carrefours à quatre voies, une école primaire dans chaque quartier, des emplacements dédiés aux églises, ou encore des piscines publiques, des parcs, des terrains de baseball et un centre commercial.

### Habiter Levittown
Les habitants de Levittown doivent obéir à un certain nombre de règles concernant en particulier l'aspect des maisons et l'image de la communauté, comme l'interdiction d'accrocher son linge en extérieur le dimanche ou celle de planter une clôture dans son propre jardin. Ces règles ne restent pas longtemps appliquée, en particulier après que les piscines privées commencent à faire leur apparition dans les jardins de Levittown, devenues accessibles à la classe moyenne.
Le règlement de Levittown contient également des directives discriminatoires quant à l'occupation des maisons par les afro-américains. Tout comme 90% des projets immobiliers construits peu après la Seconde Guerre Mondiale, Levittown est ségrégée par contrat tacite ou écrit,  Jusqu'en 1950, l'Administration fédérale du logement, la Federal Housing Administration conditionne son financement de projets immobiliers par la restriction de la vente des logements aux "Causasiens", une clause s'étendant à la location de ces mêmes biens immobiliers. La Cour Suprême a beau déclarer en 1948 ces pratiques anticonstitutionnelles, les pratiques discriminatoires perdurent.
Quelques habitants quittent Levittown au moment où une famille asiatique s'y installe, et en 1957, alors que William et Daisy Myers, un couple afro-américain emménage dans Levittown, des manifestants s'opposent violemment à leur arrivée en ville. Cela mène à l'intervention des autorités de l'État de Pennsylvanie et par la suite à une mise en examen des individus coupables de harcèlement tandis que les Myers voient leur lutte reconnue à l'échelle nationale, mettant en lumière les inégalités qui persistent au nord du pays.
La NAACP et l'Union américaine pour les libertés civiles, ainsi que des associations de vétérans et des représentants religieux s'opposent aux politiques discriminatoires des Levittowns, dont le modèle ségrégationniste n'est pas reproduit, alors que la Federal Housing Administration refuse de financer le projet de Levittown suivant, et que la Cour Suprême refuse le projet discriminatoire prévu en New Jersey. 
Le Fair Housing Act voté par le Congrès en 1968 interdit toute discrimination raciale dans l'aménagement urbain.